# Spirama plicata
Spirama plicata är en fjärilsart som beskrevs av George Francis Hampson 1910. Spirama plicata ingår i släktet Spirama och familjen nattflyn. Inga underarter finns listade i Catalogue of Life.